# Staré Město (Šumperki járás)
Staré Město település Csehországban, Šumperki járásban. Staré Město Jindřichov, Branná, Malá Morava, Hanušovice, Ostružná, Šléglov, Vikantice és Dolní Morava településekkel határos. Lakosainak száma 1698 fő (2024. január 1.).

## Népesség
A település lakosságának változását az alábbi diagram mutatja:
| Lakosok száma | 4903 | 5126 | 4476 | 2636 | 2169 | 2145 | 1728 | 1726 | 1709 | 1698 |
|               | 1869 | 1890 | 1921 | 1950 | 1980 | 2001 | 2017 | 2019 | 2022 | 2024 |